# Сандриго
Сандриго, Сандриґо (італ. Sandrigo, вен. Sandrigo) — муніципалітет в Італії, у регіоні Венето, провінція Віченца.
Сандриго розташоване на відстані близько 430 км на північ від Рима, 65 км на північний захід від Венеції, 14 км на північ від Віченци.
Населення — 8496 осіб (2014).
Щорічний фестиваль відбувається 15 серпня, 3 травня. Покровителька — Богородиця Небовзята.

## Демографія
Населення за роками:

Станом на 1 січня 2023 року в муніципалітеті офіційно проживало 656 іноземців з 51 країни, серед них 167 громадян країн Євросоюзу та 15 громадян України.

## Сусідні муніципалітети
- Больцано-Вічентіно
- Бреганце
- Брессанвідо
- Дуевілле
- Монтеккьо-Прекальчино
- Монтічелло-Конте-Отто
- Поццолеоне
- Ск'явон